# Cyril Overall
Pour les articles homonymes, voir Overall.
Cyril Arthur Goodwin Overall (7 mai 1905-23 décembre 1970) est un homme politique canadien de l'Ontario. Il est député provincial de Niagara Falls pour la Fédération du Commonwealth coopératif de 1943 à 1945,,.

## Biographie
Né à Walthamstow dans l'Essex en Angleterre, Overall arrive au Canada en 1906 avec sa famille. Il étudie dans Stamford Township (en) et à Niagara Falls, ainsi qu'à l'université privée d'ingénieurs de Trine University (en) d'Angola en Indiana et à l'Ontario College for Technical Teachers d'Hamilton. Enseignant dans une école secondaire de Niagara Falls, il retourne ensuite travailler comme ingénieur.
Élu en 1943, il est défait en 1945.
Overall meurt à Lakewood dans l'Ohio en 1970.